# Pyrellia acaciae
Pyrellia acaciae är en tvåvingeart som beskrevs av Adrian C. Pont och Baldock 2007. Pyrellia acaciae ingår i släktet Pyrellia och familjen husflugor.
Artens utbredningsområde är Kenya. Inga underarter finns listade i Catalogue of Life.